# جورج إي. ألين جونيور
جورج إي. ألين جونيور (بالإنجليزية: George E. Allen, Jr.)‏ هو محامي أمريكي، ولد في 14 أبريل 1914 في فيكتوريا (فرجينيا) في الولايات المتحدة، وتوفي في 21 فبراير 1990 في ريتشموند في الولايات المتحدة.